# Hunger (US-amerikanische Band)
Hunger waren eine US-amerikanische Psychedelic Rockband, die im Jahr 1968 in Portland (Oregon) von Mike Parkinson, Bill Daffern, John Morton, Steve Hanse und Tom Tanory gegründet wurde.
Das Einzige in der Schaffenszeit der Band veröffentlichte Studioalbum, "Strictly From Hunger", erschien nur in kleiner Auflage. Es handelt sich überwiegend um Titel mit längeren Instrumentalpassagen. Das Zusammenspiel von Orgel, Gitarre und Schlagzeug zeigte, dass Hunger Entwicklungspotential in Richtung Hard Rock, Progressive oder Fusion hatte – Stilrichtungen, die sich 1968/69 erst andeuteten.
Die meisten Titel wurden wenig später mit Hilfe von Ed King (Strawberry Alarm Clock) neu aufgenommen. Von dem derart veränderten Debüt wurden seinerzeit allerdings nur wenige Testpressungen angefertigt.
Infolge von zwei unabhängig voneinander verübten Diebstählen der Ausrüstung löste sich die Band schon 1969 wieder auf, das sogenannte „Lost Album“ sollte erst um die Jahrtausendwende herum veröffentlicht werden.

## Musik
Die Musik der Band war stark vom damaligen Sound, der psychedelischen Rockmusik geprägt. Der Einfluss von weiteren Musikrichtungen wie Jazz, Blues, Pop, Rhythm & Blues war ebenfalls zu vernehmen. Durch den hohen Einsatz von Orgelklängen war Hunger jedoch selbst Stilprägend.

## Diskografie
Alben
- 1968 – Strictly From Hunger
- 1969 – The Lost Album